# Pioneer One
Pioneer One est une web-série américaine créée par Josh Bernhard et Bracey Smith, diffusée de 2010 à 2011. Il s'agit de la première série produite uniquement avec des dons[réf. nécessaire] — via le site Vodo — et diffusée gratuitement au moyen de BitTorrent.

## Synopsis
Dans Pioneer One, nous suivons l’enquête d'un agent de la sécurité du territoire des États-Unis (Tom Taylor) au sujet de la chute d'un OVNI se trouvant être une capsule spatiale soviétique contenant un jeune homme parlant russe. Après investigation auprès d'un spécialiste (Zachary Walzer), on découvre que la seule provenance possible de la capsule est Mars.

## Distribution
- James Rich : Tom Taylor
- Alexandra Blatt : Sofie Larson
- Jack Haley : Dr. Zachary Walzer (interprété par Matthew Foster dans le premier épisode)
- Guy Wegener : Vernon
- E. James Ford : Dileo
- Laurence Cantor : Norton
- Kathleen O'Loughlin : Christa
- Einar Gunn : McClellan

## Épisodes
1. Earthfall (Pilot)
2. The Man From Mars
3. Alone in the Night
4. Triangular Diplomacy
5. Sea Change
6. War of Worlds